# Bartolomeo Spontone
Bartolomeo Spontone o Spontoni (Bolonya, 1530- Treviso, ~1592) fou un compositor italià del segle xvi. Alguns musicòlegs el citen amb elogi en seves Prattica musica. De Spontoni es coneix Libro terzo de madrigali a cinqve voci (Venècia, 1583), tres llibres, existint a més, composicions seves en les antologies de l'època. Fétis menciona altres dos músics anomenats Luigi i Alessandro Spontoni, però les circumstàncies d'esser tots tres de la mateixa època i de què les seves obres, d'idèntic caràcter, apareguin impreses en la mateixa ciutat i quasi en la mateixa data, així com el desconeixement de les seves respectives vides, fa suposar que es tracti d'un de sol, almenys el que es refereix a Alessandro i Bartolomeo.